# Суперкубок України з футзалу серед жінок
Суперкубок України з футзалу серед жінок — одноматчевий турнір, який заснований і проводиться АФУ та у якому грають володар кубка України і чемпіон попереднього сезону. У випадку, якщо кубок і чемпіонат виграла одна команда, то в Суперкубку грають чемпіон і фіналіст кубка.
Розігрується з 2015 року, у першому турнірі брали участь переможці чемпіонату і Кубка сезону 2014—2015 років.
Проводиться перед початком регулярного чемпіонату. Якщо після закінчення основного часу матчу переможець не виявлений, призначається серія 6-метрових ударів. Якщо одна команда є чемпіоном і володарем Кубка України, матч за Суперкубок України може не проводитися.

## Результати
| Роки розіграшу | Дата, місце проведення, кількість глядачів | Переможець        | Рахунок | Фіналіст                         |
| -------------- | ------------------------------------------ | ----------------- | ------- | -------------------------------- |
| 2015           | 12.09.2015, Київ                           | «IMS-НУХТ» (Київ) | 2:1     | «Біличанка-НПУ»                  |
| 2016           |                                            |                   |         |                                  |
| 2017           |                                            |                   |         |                                  |
| 2018           | 14.10.2018, Бровари                        | «IMS-НУХТ» (Київ) | 2:1     | «Tesla» (Харків)                 |
| 2019           | 24.09.2019, Луцьк                          | «IMS-НУХТ» (Київ) | 5:3     | «Ладомир» (Володимир-Волинський) |
| 2020           | не проводився                              |                   |         |                                  |